# KDエンタテインメント
株式会社カワドンエンタテインメント（英：KAWADON ENTERTAINMENT Co., Ltd.）は、新宿区にある日本の芸能事務所、声優事務所、音響制作会社。2022年11月設立。
声優・タレントマネジメント部門の「KDエンタテインメント」と音響制作部門の「チームカワドン」を擁する。

## 所属タレント
- 栗田貫一[2]
- 青木志貴[2]
- 小新井涼[2]
- 豊田真奈美[2]
- 世羅りさ[2]